# Erich Bombach
Erich Bombach (* 11. November 1908 in Berlin; † 17. Februar 1985 ebenda) war ein deutscher Politiker (KPD/SED) und Gewerkschafter.

## Leben
Bombach, Sohn eines Buchbinders, absolvierte nach der Volks- und Aufbauschule eine Lehre zum kaufmännischen Angestellten. Anschließend arbeitete er im Beruf. 1925 schloss er sich der Gewerkschaft, dem Kommunistischen Jugendverband Deutschlands (KJVD) und der KPD an. 1928/1929 fungierte er als politischer Leiter des KJVD in Berlin-Neukölln. 1929/30 war er Gewerkschaftsobmann in der Bezirksleitung Berlin-Brandenburg, 1932 zuständig für die „Gegnerarbeit“ im Zentralkomitee des KJVD.
Nach der „Machtergreifung“ durch die Nationalsozialisten 1933 setzte er seine politische Tätigkeit „illegal“ fort. Im selben Jahr wurde er verhaftet und wegen „Vorbereitung zum Hochverrat“ zu zwei Jahren Gefängnis verurteilt. Ende 1935 wurde er aus der Haftanstalt Berlin-Tegel entlassen. Zwischen 1936 und 1942 arbeitete er als Filmkopierer. 1942 wurde er zur Wehrmacht ins Strafbataillon 999 eingezogen. Von 1943 bis 1947 war er in amerikanischer und britischer Kriegsgefangenschaft.
Im Februar 1947 kehrte Bombach nach Deutschland zurück und wurde Mitglied der SED, des FDGB und der Gesellschaft für Deutsch-Sowjetische Freundschaft. Er war zunächst Mitarbeiter, dann Abteilungsleiter und zuletzt stellvertretender Hauptabteilungsleiter der Organisationsabteilung des FDGB-Bundesvorstandes. Von Oktober bis Dezember 1949 war er zunächst Zweiter Vorsitzender des FDGB-Landesvorstandes Brandenburg. Im Dezember 1949 erfolgte seine Wahl zum Ersten Vorsitzenden des FDGB-Landesvorstandes Brandenburg. Diese Funktion hatte er bis zur Auflösung der Länder in der DDR im Juli 1952 inne. Anschließend war er Erster Vorsitzender des FDGB-Bezirksvorstandes Potsdam und von 1953 bis 1957 Erster Vorsitzender des FDGB-Bezirksvorstandes Cottbus. Von 1957 bis 1960 war er stellvertretender Vorsitzender des Zentralvorstandes der IG Metall/Metallurgie.
Von 1950 bis 1960 war er zudem Mitglied des FDGB-Bundesvorstandes. 1960 wurde er wegen angeblichen „Kapitulantentums“ von seinen Funktionen entbunden und zum Sekretär des FDGB-Kreisvorstandes Berlin-Köpenick zurückgestuft.
Von Oktober 1950 bis Juli 1952 gehörte er für den FDGB als Vizepräsident dem Landtag von Brandenburg an und war dort Vorsitzender des Ausschusses für Wirtschaft, Verkehr, Wiederaufbau und Arbeit. Anschließend war Bombach Abgeordneter der Bezirkstage von Potsdam und Cottbus.
Bombach war zudem bis 1953 Mitglied der SED-Bezirksleitung Potsdam, zeitweise auch Kandidat bzw. Mitglied des Büros der SED-Bezirksleitung Potsdam, anschließend von 1953 bis 1957 Mitglied der SED-Bezirksleitung Cottbus und dort ebenfalls zeitweise Kandidat bzw. Mitglied des Büros.
Bombach wurde, wie auch seine Frau Käte Bombach, in der Gräberanlage für Opfer des Faschismus und Verfolgte des Naziregimes auf dem Zentralfriedhof Friedrichsfelde beigesetzt.

## Auszeichnungen
- Medaille für Kämpfer gegen den Faschismus 1933 bis 1945
- Vaterländischer Verdienstorden in Silber